# Metod

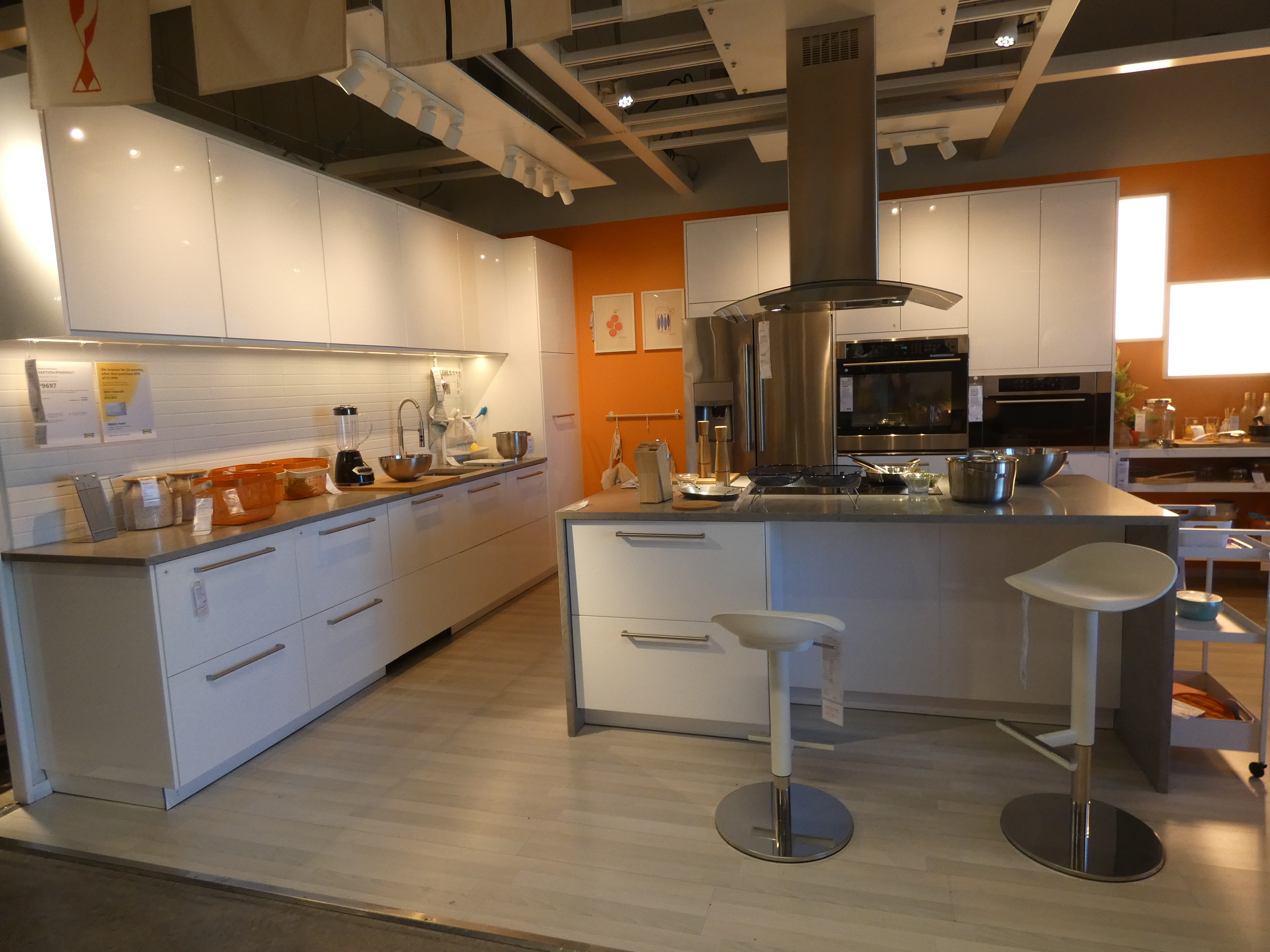
Sektion-Küche in einer amerikanischen IKEA-Niederlassung

Metod (schwedisch für „Methode“; in Nord- und Mittelamerika: Sektion) ist ein Küchenschranksystem des schwedischen Einrichtungskonzerns IKEA. IKEA nahm das System am 2. Juni 2014 in sein Programm und ersetzte damit sein bisheriges Küchensystem Faktum.
Im Unterschied zu den Küchensystemen der meisten anderen Hersteller sind Metod und Sektion für Käufer entwickelt, die ihre Küche nach dem Do-it-yourself-Prinzip selbst einbauen wollen, wobei die Montage – anders als bei den meisten anderen Produkten des Herstellers – in der Regel auch die Verwendung von grundlegendem Tischlerwerkzeug wie z. B. einer Kreissäge erfordert. In vielen Ländern bietet IKEA auch Montageservice an bzw. vermittelt einen solchen Service. Auch viele unabhängige Handwerksunternehmen haben Erfahrung und Expertise beim Einbau von IKEA-Küchen.

## Übersicht
Das Metod-System umfasst ausschließlich Schränke und deren Zubehör. IKEA vermarktet zwar auch Artikel wie Küchengroßgeräte, Spülen und Wasserhähne, die sich zum Einbau in Metod-Korpusse eignen, doch sind sie nicht Teil des Systems. Die Elektrogeräte werden nicht von Ikea hergestellt, sondern sind baugleich mit Geräten einschlägiger Hersteller; so entspricht etwa das in Nordamerika vermarktete Mikrowellengerät Huvudsaklig einem Modell von Frigidaire (= Electrolux). Schubladen für das Metod-System (in Nordamerika: Sektion-System) werden unter den Namen Maximera und Exceptionell verkauft. Zahlreiche weitere technische Elemente, wie Scharniere und Zwischenböden, sind im Utrusta-Programm zusammengefasst. Ein weiteres Element mit eigenem Namen sind die Fixa-Leisten, die auf die Oberkanten von Unterschränken aufgeschraubt werden müssen, um sie für die Belastung mit einer Arbeitsplatte ausreichend zu stabilisieren. Auch die Frontelemente (Türen, Schubladenfronten) werden nicht unter den Namen Metod vermarktet, sondern unter dem des jeweiligen Designs.
Der Name Förbättra wird zur Bezeichnung von Dekorleisten und Deckseiten verwendet. Die Letzteren sind nicht nur an den beiden Seiten, sondern auch an allen vier Kanten vollständig furniert bzw. abgeschlossen, sodass sie an beliebigen extra benötigten Bauteilen verwendet werden können. Ihre Stärke variiert je nach SKU-Nummer zwischen 1,3 und 1,5 mm.

## Geschichte
Das erste Küchenschranksystem, das IKEA aus Spanplatte produzierte, war die von Krister Nilsson 1974 entwickelte Küche System 210. Auf sie folgte 1995 das Faktum-System, das in Nordamerika bald durch das zöllige, ansonsten aber baugleiche Akurum-System ersetzt wurde.
Ein Grund für den Wechsel zu Metod war das Bestreben, die Modularität der Schränke flexibler zu machen, mit mehr Optionen für die Dimensionen, damit sie auch in Räume eingebaut werden können, in denen IKEA-Küchen bisher nicht gepasst hätten. Metod umfasst, verglichen mit Faktum, auch mehr Wahlmöglichkeiten für die Innenausstattung der Schränke; unter anderem werden verschiedene Müllsortiersysteme und LED-Beleuchtung für Schubladen angeboten.

## Schranktypen

Die Module von Metod sind in Inkrementen von 20 Zentimetern gestaffelt.

Das System umfasst Unter-, Ober- und Hochschränke, deren Standardkorpusse in 20-cm-Schritten gestaffelt sind. Bei der Schranktiefe haben Käufer die Wahl zwischen 60 und 37 Zentimetern;  Oberschränke sind allerdings immer 37 Zentimeter tief. Außer den in der Abbildung dargestellten Einheiten umfasst das Sortiment auch eine Auswahl von Eckschränken.
Beim nordamerikanischen System Sektion beträgt die Staffelung drei Zoll; wegen der in Nordamerika üblichen sehr breiten Kühlschränke umfasst Sektion Oberschränke, die bis zu gut 91 cm (36 Zoll) breit sind, während Metod, außer bei Eckschränken, nicht über 80 cm hinausgeht.

Die Metod-Eckschränke (Frontseiten grau dargestellt); Schrank A kann auch spiegelverkehrt montiert werden

Die Auswahl an Eckschranktypen ist bei Metod und Sektion, verglichen mit den Systemen anderer Hersteller, klein. An Unterschränken wird nur ein langer Schrank (mit optionalem Halbkarussell; Abbildung A; das Produkt kann wahlweise mit links- oder rechtsliegender Tür montiert werden) und ein spiegelsymmetrischer Schrank mit Falttür (mit wahlweisem Dreiviertelkarussell; Abbildung B) angeboten, und an Oberschränken nur ein spiegelsymmetrischer Schrank (mit wahlweisem Vollkarussell; Abbildungen C–D) in unterschiedlichen Höhen.
Weiterhin umfasst das Sortiment speziell ausgerüstete und dimensionierte Korpusse, die verschiedene Typen von Spülbecken sowie Elektrogroßgeräte wie Kühl- und Gefrierschränke, Herd, Kochfelder, Backöfen und Mikrowellengeräte aufnehmen können. Spülmaschinen können hinter speziellen Frontelementen verborgen werden. Obwohl das nordamerikanische Sektion-System grundlegend dieselben Schranktypen umfasst, tendieren Amerikaner von jeher dazu, ihre oft sehr teuren Küchengroßgeräte nicht von außen unsichtbar in Schränke einzubauen, sondern vorzuzeigen.
Es ist nicht nötig, Spülbecken und Elektrogeräte von IKEA zu verwenden; je nach gewähltem Element können jedoch Modifikationen der Korpusse erforderlich werden, die nur handwerklich Versierte leisten können.

## Materialien und Konstruktion

### Korpus

#### Konstruktion, Materialien, Montage
IKEA-Küchenschranksysteme sind, wie in Europa üblich, rahmenlos, was sie etwa von der in den Vereinigten Staaten üblichen Rahmenbauweise unterscheidet. „Rahmung“ bedeutet in diesem Zusammenhang, dass den Schränken eine Vorderseite aufgesetzt wird, mit eingelassenen Öffnungen für Schubladen und Türen. Die Schränke gewinnen dadurch an Stabilität, verlieren aber, insbesondere bei Schubladen, an nutzbarem Innenraum. Bei Metod und Sektion haben die Korpusse keine Vorderseite. Die rahmenlose Konstruktionsweise erlaubt es, das Produkt zerlegt (RTA, „ready to assemble“) in flach gepackten Kartons zu vertreiben.
Die Korpusse der Schränke sind aus Spanplatte gefertigt, die mit Melaminfolie beschichtet und in Kunststoff eingefasst ist, bei einer Gesamtdicke von 18 Millimetern (= knapp 3/4 Zoll). Die Rückwände sind aus Hartfaserplatte, der Acrylfarbe aufgetragen ist. Die Querleisten, die die Unterschränke nach oben abschließen, sind aus verzinktem Stahl. Die Querleisten müssen mit separat zu kaufenden zusätzlichen Leisten aus galvanisiertem Stahl (Produktname Fixa) ergänzt werden. Während die Unterschränke oben offen sind, weil sie durch eine separat zu kaufende Arbeitsplatte abgeschlossen werden müssen, liegt bei Oberschränken und Hochschränken oben eine Spanplatte auf. Metod-Korpusse werden wahlweise in Weiß und in Schwarz angeboten.
Das gerade Ausrichten der Korpusse wird dadurch erleichtert, dass nicht nur Ober-, sondern auch auf dem Boden stehende Schränke in eine an die Wand montierte Leiste eingehängt werden. Die Leisten sind aus galvanisiertem Stahl und müssen nach Bedarf zugesägt werden. Um Inseln und Halbinseln zu bilden, können Unterschränke auch Rücken an Rücken aufgestellt werden. In diesem Fall werden keine Aufhängeleisten, sondern spezielle Verbinder verwendet; möglich ist deren Montage allerdings nur, wenn zwei gleich breite Korpusse genau Rücken an Rücken stehen. Hochschränke Rücken an Rücken (ohne dazwischen liegende Wand) aufzustellen ist nicht vorgesehen und erfordert vom Aufsteller etwas handwerkliche Improvisation.
Die Korpusse werden ohne Sockel produziert und geliefert. Zum Aufstellen von Unter- und Hochschränken werden spezielle Beine benötigt, an die – um Sockel zu imitieren – Sockelleisten angeklippt werden können (siehe Abschnitt #Beine und Sockelleisten). Bei Inseln und Halbinseln müssen, um einen stabilen Stand zu erreichen, außer Beinen auch zusätzliche Spezialstützen verwendet werden, durch die die Korpusse fest mit dem Boden verbunden werden.
Damit Türen und Schubladen problemlos geöffnet werden können, dürfen Korpusse nicht mit einer Seitenwand direkt an einer Wand aufgestellt werden, sondern brauchen als Abstandhalter und Fugenfüller eine vertikale Leiste. Dafür gibt es keine Spezialelemente, sondern nur Deckpaneele, die der Käufer individuell zusägen muss. Entsprechende Abstandhalter sind – außer bei der Verwendung der passenden Eckschränke – auch überall dort erforderlich, wo Schrankzeilen im rechten Winkel zusammenstoßen.

#### Unterschiede zwischenFaktumundMetod
Vom Vorläufermodell Faktum unterscheidet Metod sich vor allem durch die Konstruktionsweise. Während die Seitenteile von Faktum je zwei vertikale Reihen von Bohrungen hatten (am vorderen und am hinteren Rand), sind es bei Metod vier, nämlich zwei am vorderen Rand, eine in der Mitte und eine weitere am hinteren Rand. Die Doppelbohrungen an der vorderen Kante erlauben es, Schubladen nicht nur unterschiedlich hoch, sondern auch in unterschiedlicher Tiefe einzubauen. Der vertikale Abstand zwischen den Bohrungen beträgt 50 mm (bei Sektion ist alle 32 mm ein Loch gebohrt). Der Standardsockel von Unter- und Hochschränken wurde von 16 cm auf 8 cm Höhe herabgesetzt, wodurch die Schränke an Stauraum gewinnen. Im Falle des nordamerikanischen Systems Sektion wurde, um mehr Stauraum zu gewinnen, die Schranktiefe 12 Zoll durch 15 Zoll ersetzt.
Die beiden Systeme Faktum und Metod (dasselbe gilt auch für Akurum und Sektion) sind nicht kompatibel.

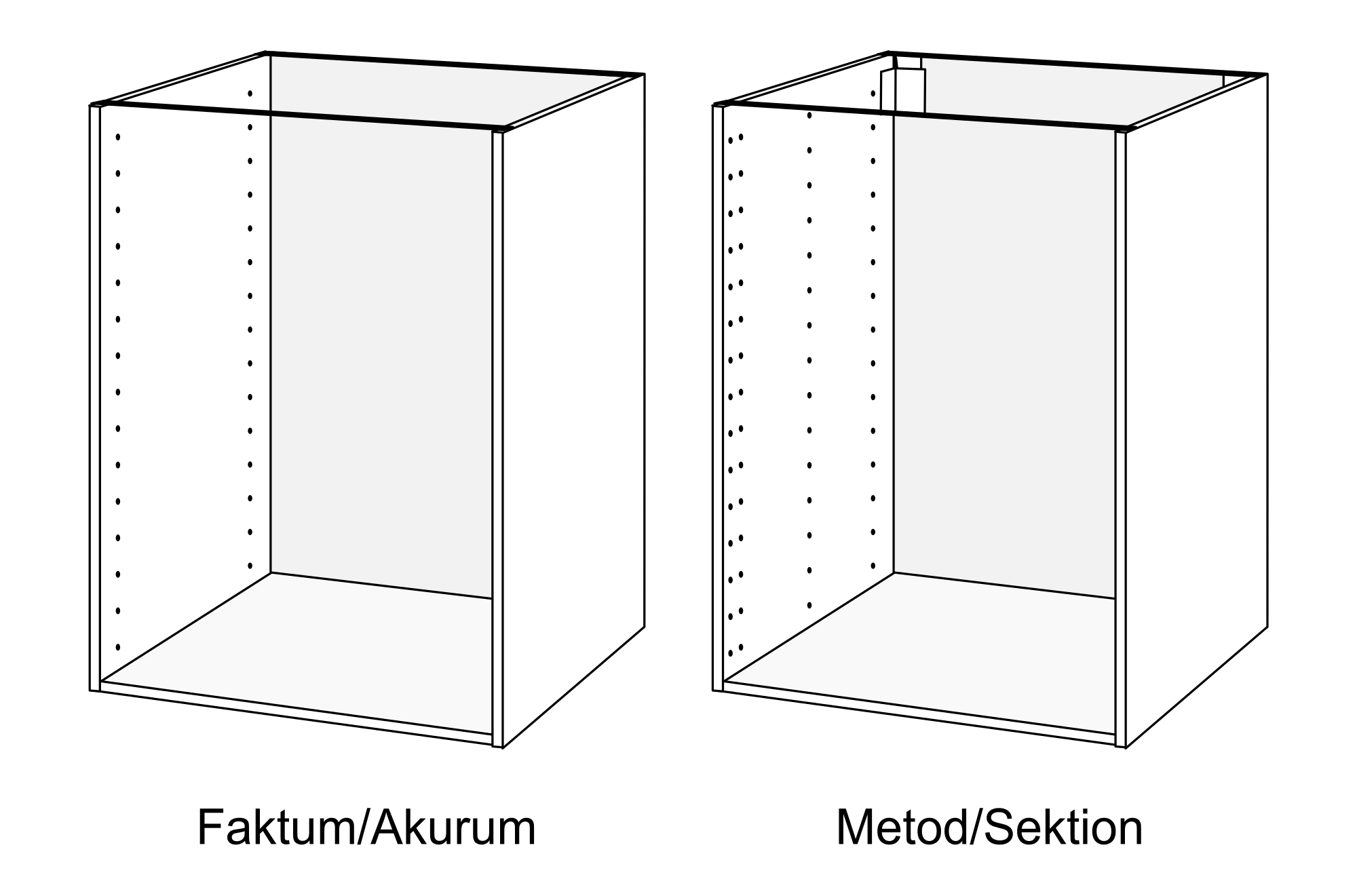
Unterschiede der Konstruktion von Faktum und Metod
Montageleiste (Querschnitt) mit eingehängtem Korpushalter
Standardbein für Metod-Unter- und Hochschränke (8 cm hoch)

### Beine und Sockelleisten
Die Korpusse von Unter- und Hochschränke haben keine eigenen Sockel, sondern ruhen auf speziellen Beinen, die es als Zubehör gibt. Die Vorzüge dieser Konstruktion gegenüber konventionellen Sockeln bestehen darin, dass die Korpusse leichter gerade ausgerichtet werden können und weniger Schall leiten. Grundsätzlich sind pro Korpus vier Beine vorgesehen; wenn zwei oder mehr Korpusse nebeneinander aufgestellt werden, können Beine jedoch auch so montiert werden, dass sie über die Kante des einen Korpus hinausragen und den angrenzenden Korpus mittragen. Diese alternative Montageweise ist deshalb vorgesehen, weil sie das gerade Ausrichten der Korpusse erleichtert; unter Umständen verschlechtert sie aber die Schalldämmung und auch die Stabilität der Schränke.
Die Beine sind aus Kunststoff (Polyamid, Polystyrol, Polypropylen) und enthalten ein Gewinde, mit dem die Höhe jedes Beines stufenlos eingestellt werden kann. So können Bodenunregelmäßigkeiten ausgeglichen werden. Mit jedem Bein wird ein spezieller Clip geliefert, um gegebenenfalls an der Frontseite der beiden vorderen Beine eine Sockelleiste zu befestigen. Die Standardbeine sind 8 cm hoch, alternativ sind jedoch auch die eigentlich für den nordamerikanischen Markt und das Sektion-System produzierten 11 cm hohen Beine erhältlich, sowie eine kleine Auswahl von Beinen, für die keine Sockelleiste gebraucht wird.
Die Sockelleisten werden bei der Verwendung der Standardbeine für Fronten und, falls Korpusseiten sichtbar sind, auch für Seiten benötigt. Da eine Leiste oft die Beine von zwei oder mehr Korpussen abdecken soll, gibt es dieses Produkt in einer Länge von 220 cm; die Leisten müssen von Hand zugesägt werden. Sie sind aus Polypropylen; eine Unterkante aus synthetischem Gummi erlaubt es, kleine Bodenunebenheiten auszugleichen. Die Frontseiten der Leisten sind zum Teil auf das Design der verschiedenen angebotenen Fronten abgestimmt.

### Fronten

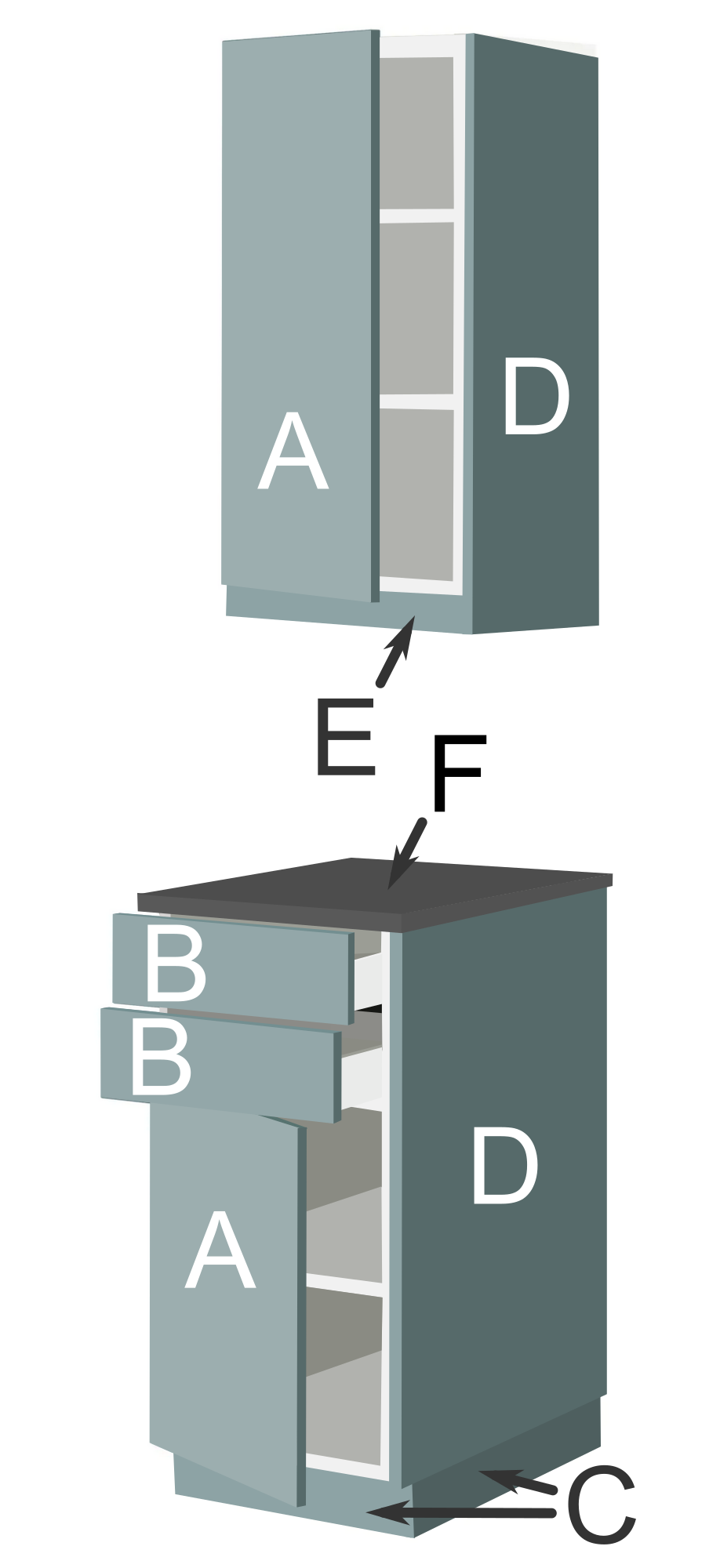
Frontelemente: A = Tür, B = Schubladenfront, C = Sockelleiste, D = Deckseite, E = Dekorleiste, F = Arbeitsplatte

Das Erscheinungsbild der Metod-Schränke hängt erheblich von den Fronten ab, die – um komplette Schränke zu erhalten – als Ergänzung zu den Korpussen benötigt werden.
Die Frontelemente umfassen Türen, Schubladenfronten, Sockelleisten (zum Verdecken der Beine), Deckseiten (zum Verdecken der sonst meist weißen Korpusseiten) und Dekorleisten (etwa an den Unterkanten von Oberschränken, um Lampen zu verbergen). Es werden zwar auch Arbeitsplatten angeboten, doch sind sie nicht Teil des Metod-Systems.
In Deutschland stehen derzeit 23 verschiedene Frontdesigns zur Wahl, von denen einige wiederum in mehreren Farboptionen produziert werden (Stand: 2021). Die Fronttypen sind aus unterschiedlichen Materialien und von unterschiedlicher Qualität, was auf den Endpreis einer Küche großen Einfluss hat. So ist eine der billigsten Versionen, Veddinge, aus Hartfaserplatte mit Acryl- und Polyesterfarbe gefertigt, während die teuerste, Torhamn, aus massivem Eschenholz gemacht ist. Lerhyttan ist aus massiver Birke, Sinarp aus Spanplatte mit Eichenfurnier, Hasslarp aus Spanplatte mit Pappel- und Eichenfurnier und die auslaufende Option Fröjered aus Bambuswerkstoff. Bei den meisten der Designs sind die Fronten flach (teilweise mit Hochglanzbeschichtung), andere suggerieren oder enthalten tatsächlich Kassetten, und bei Hittarp und Stensund wird das Erscheinungsbild vertikaler Brettchen imitiert. Bei einigen Fronttypen (Fröjered, Voxtorp) sind Griffe in die Türen und Schubladenfronten eingearbeitet, sodass keine zusätzlichen Griffe gebraucht werden. Andere (z. B. Axstad, Bodbyn, Torhamn) werden mit der Wahlmöglichkeit integrierter Glasscheiben angeboten.

Die Formen der Frontdesigns im Vergleich
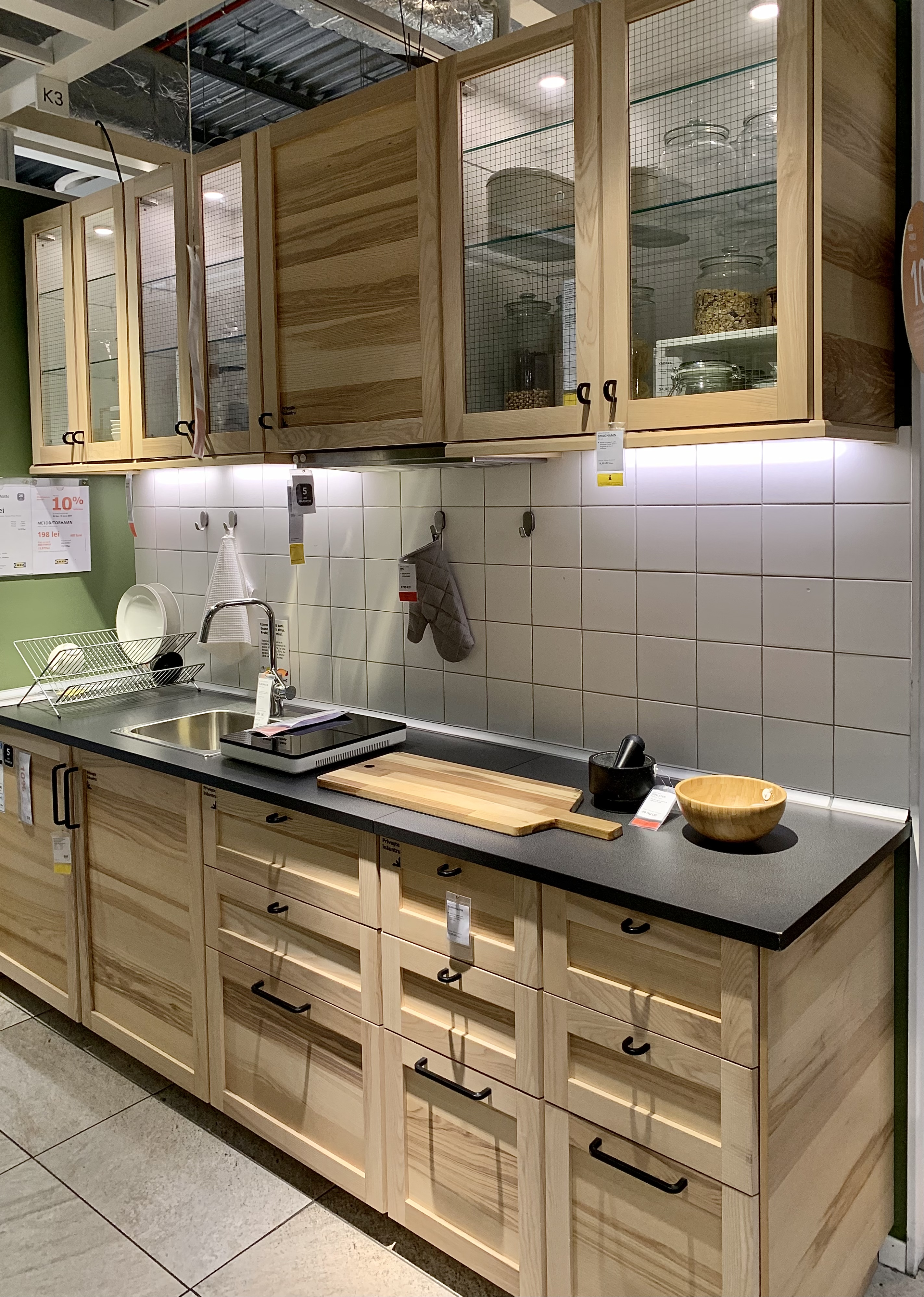
Frontdesign Torhamn
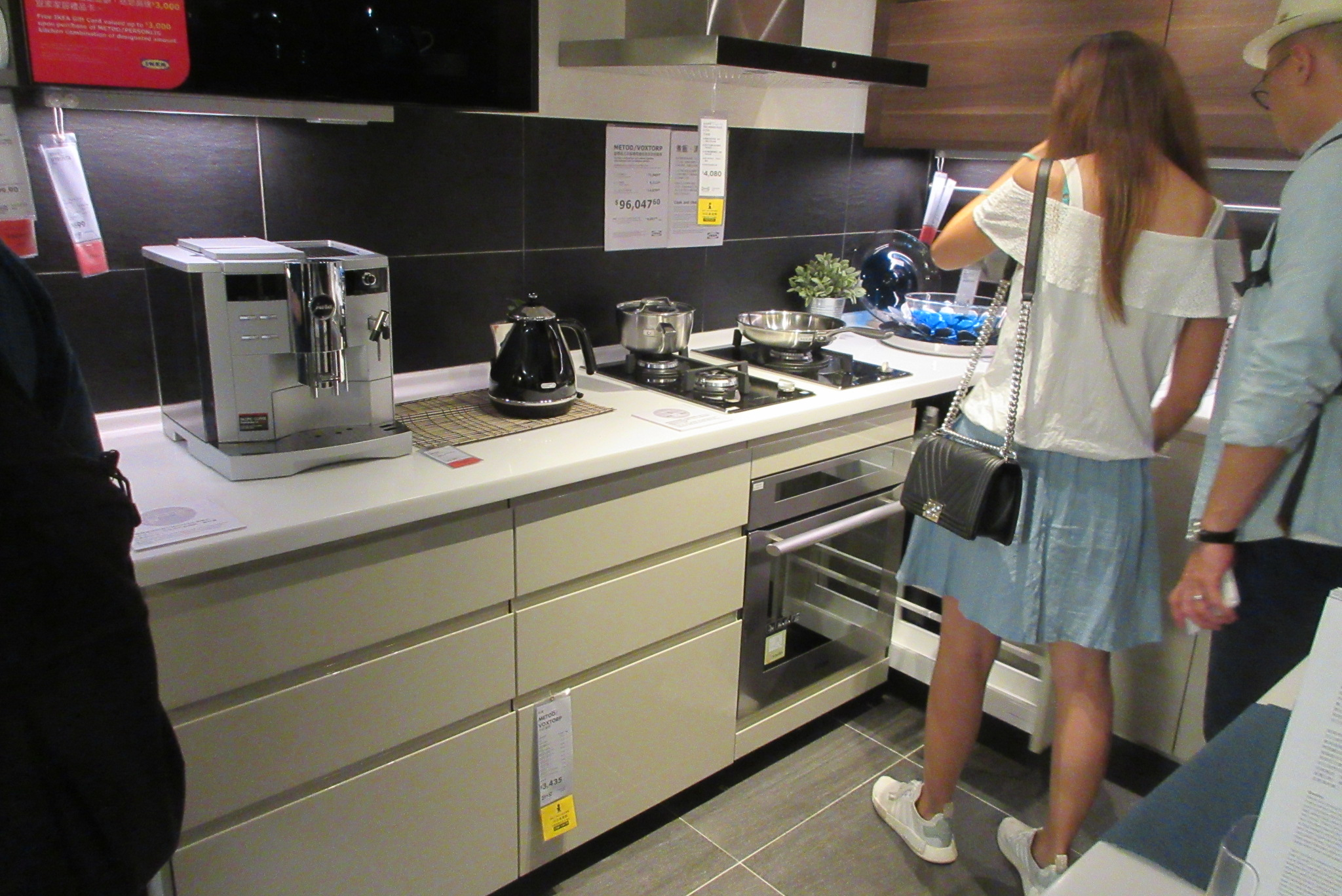
Frontdesign Voxtorp mit integrierten Griffleisten
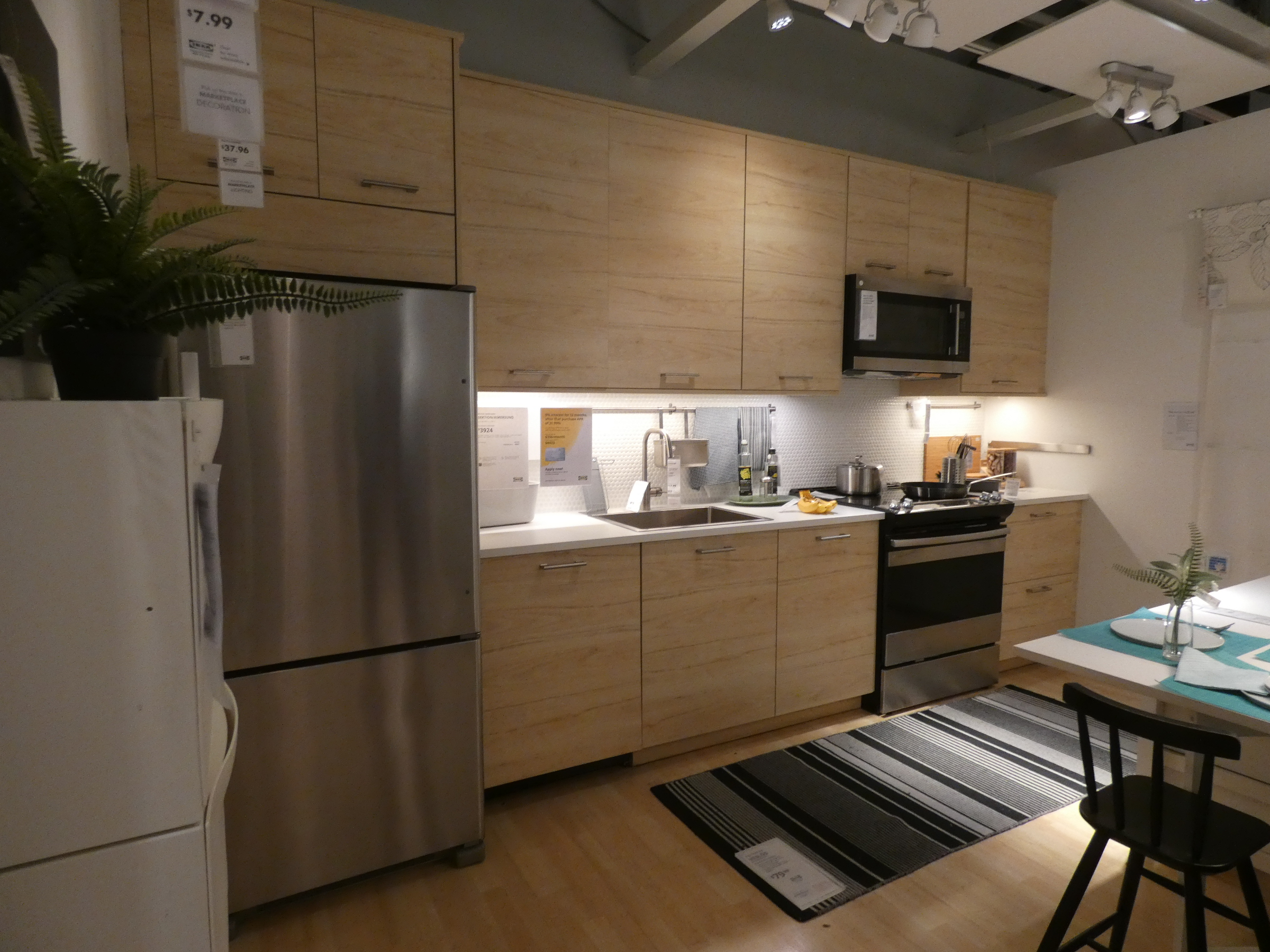
Frontdesign Askersund
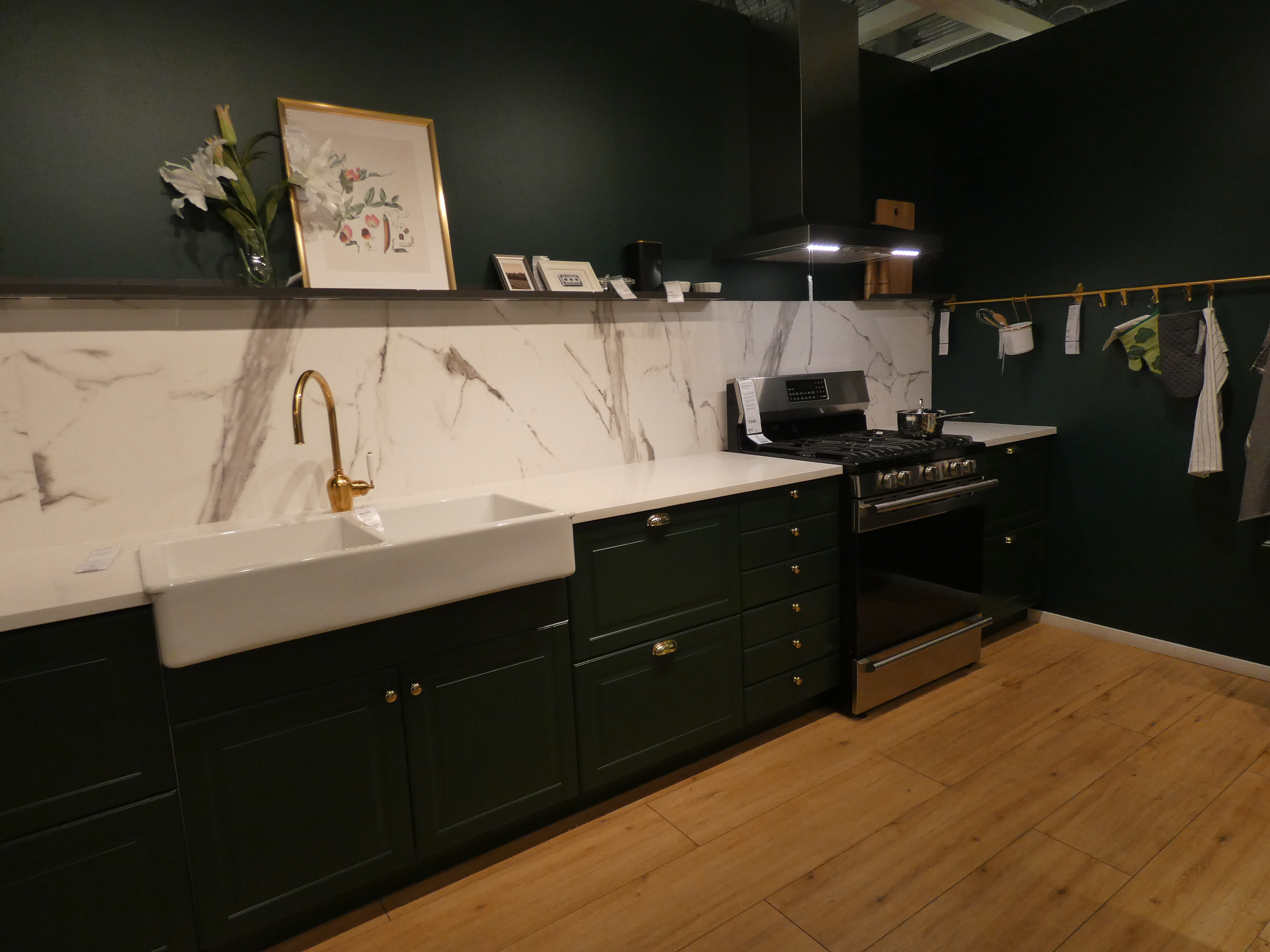
Frontdesign Lerhyttan
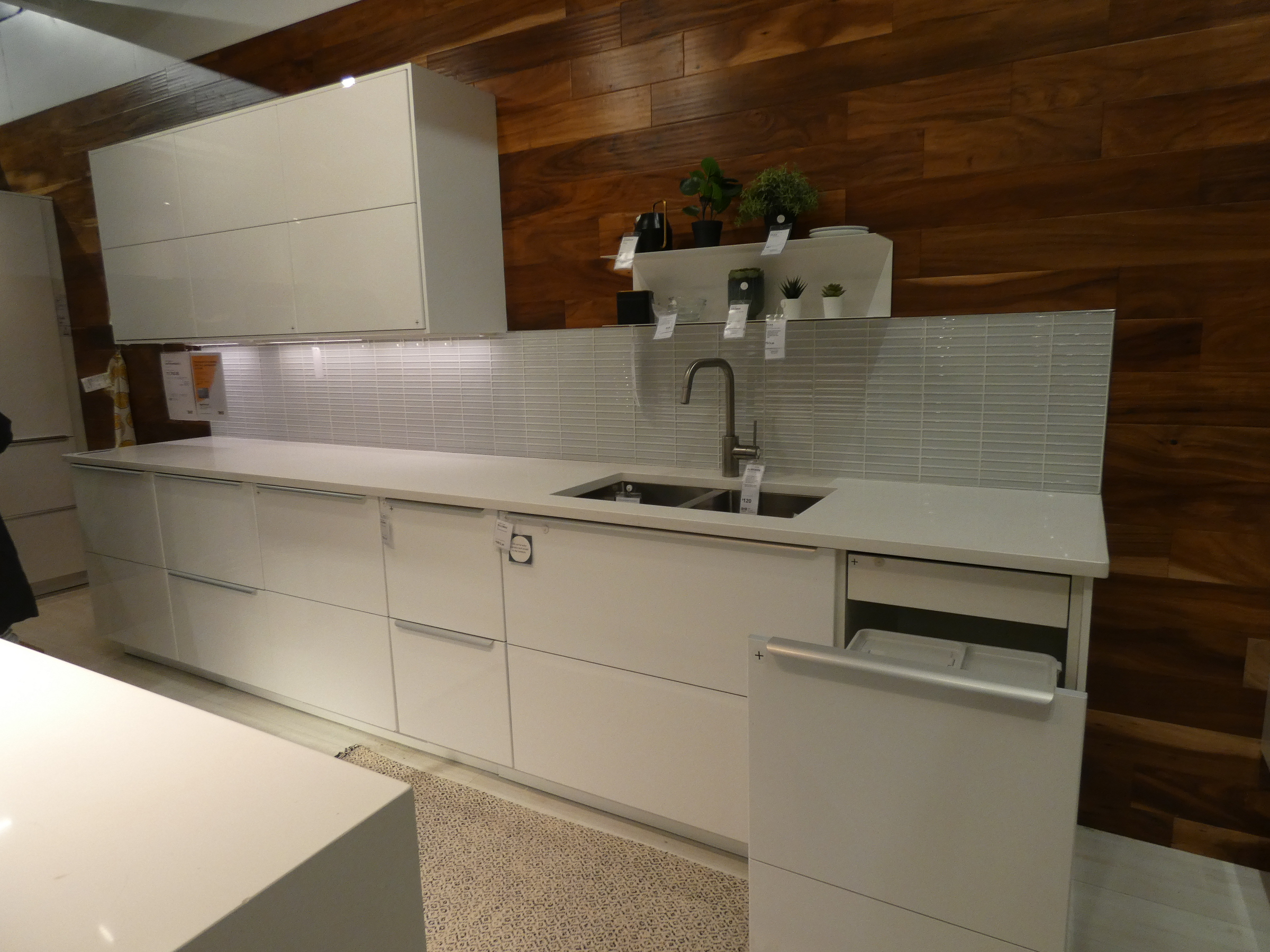
Frontdesign Ringhult
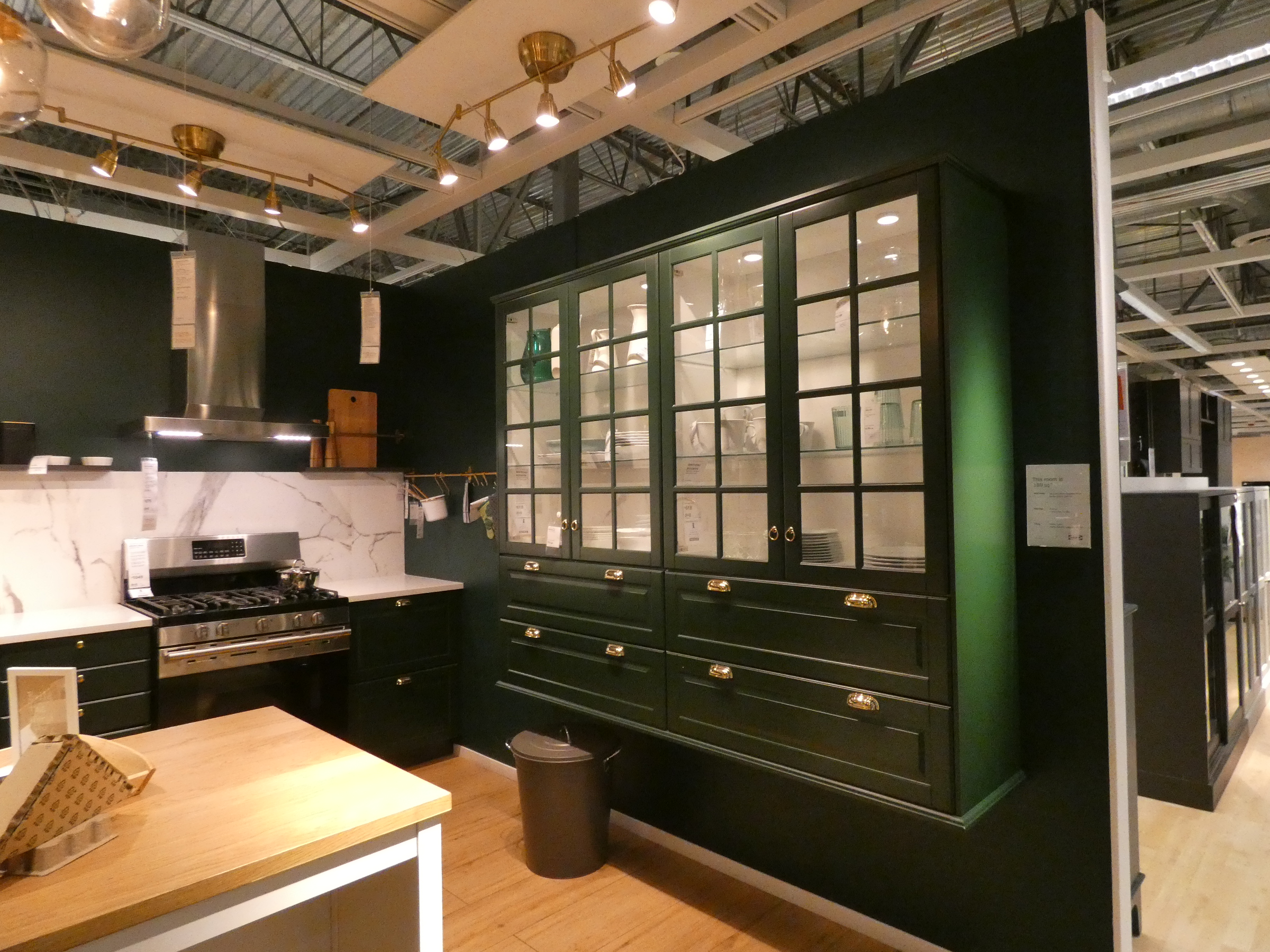
Frontdesign Bodbyn

### Türen, Schubladen und Zwischenböden

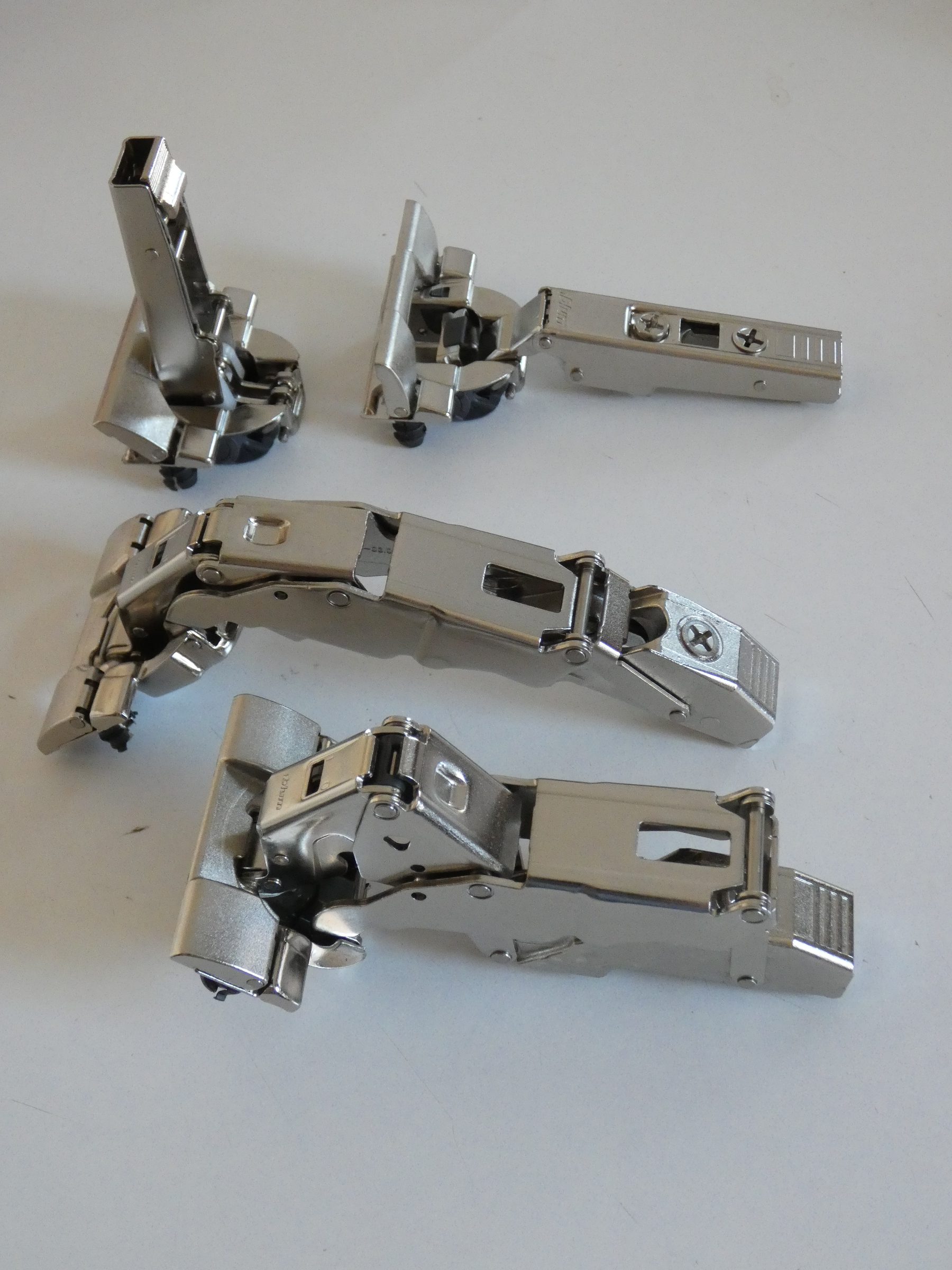
Das 153°- (vorn) und das 110°-Scharnier (hinten), jeweils in zwei unterschiedlichen Stadien. Die Scharniere werden von Blum in Österreich hergestellt.

Für Metod und Sektion werden verschiedene Typen von Topfscharnieren mit dem gemeinsamen Namen Utrusta verwendet. Diese Scharniere sind justierbar und enthalten einen Dämpfer, damit die Tür nicht nur geräuschlos, sondern auf den letzten Zentimetern auch selbsttätig schließt. Für vertikal aufschwingende Türen werden spezielle Druckscharniere angeboten. Alle horizontal öffnenden Türen sind so gefertigt, dass die Öffnungsrichtung bei der Montage frei gewählt werden kann. Käufer haben die Wahl zwischen 110°- und 153°-Scharnieren, die sich nicht nur durch ihren maximalen Öffnungswinkel, sondern auch durch ihr Öffnungsverhalten unterscheiden. So lassen die 110°-Scharniere die scharnierseitige Kante der Tür nicht über den Außenrand des Schrankes ausschwingen; sie lassen das Türblatt aber selbst bei 90°-Öffnung acht Millimeter in die Schranköffnung hineinragen, was sie mit der Verwendung von Innenschubladen inkompatibel macht. Die 153°-Scharniere dagegen erlauben zwar die Verwendung von Innenschubladen, lassen jedoch die scharnierseitige Türkante je nach Dicke der Tür bis zu vier Millimeter über den Schrankaußenrand ausschwingen; dies erzeugt zwar keine Probleme mit benachbarten Schränken, verbietet aber, einen Schrank mit der Scharnierseite direkt neben eine Wand zu stellen.
Damit eine Front aus mehreren Schränken ein einheitliches Erscheinungsbild mit durchlaufenden horizontalen Linien erhält, kann es zweckmäßig sein, an Stellen, an denen das Schema durchbrochen zu werden droht, Türen aus zwei oder mehr kleineren, unsichtbar fest miteinander verbundenen Frontelementen zusammenzusetzen.

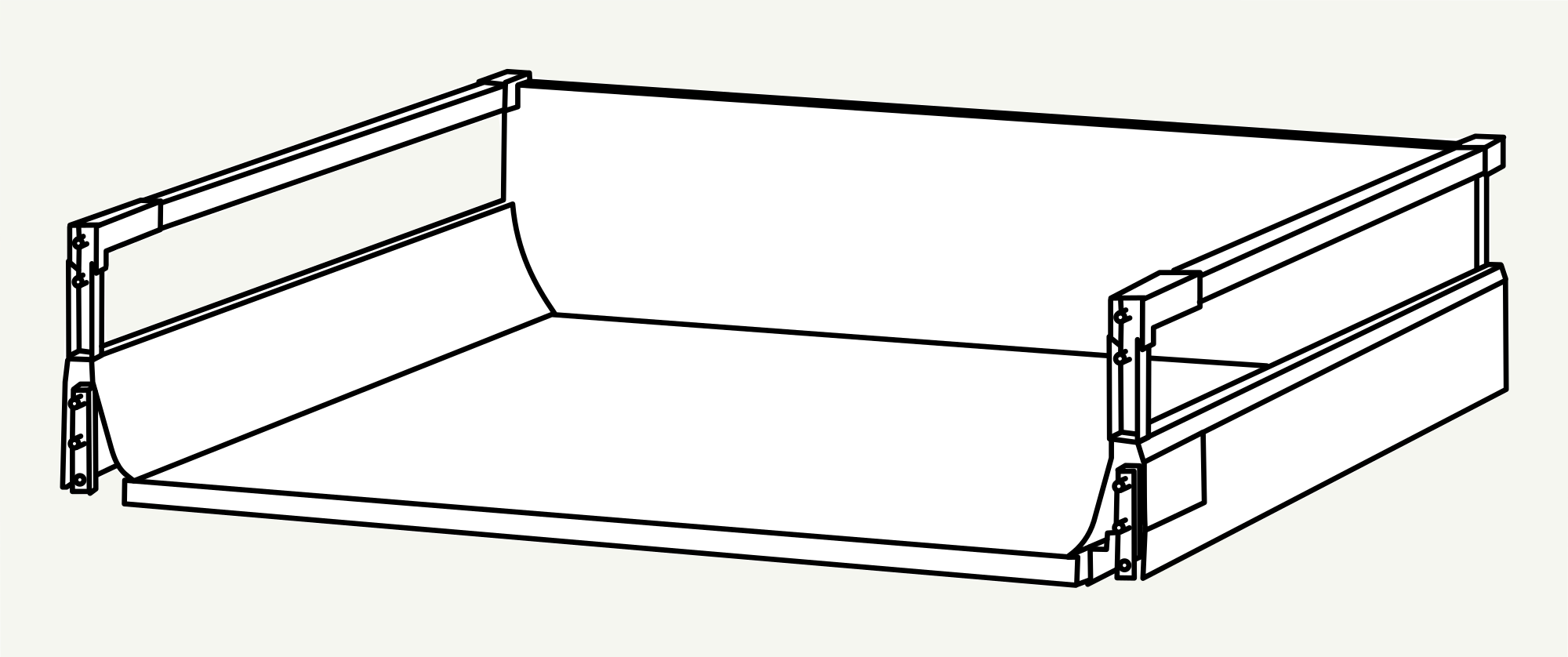
Die Schubladen müssen mit einer Front ergänzt werden. Im Inneren haben sie zwischen Boden und Seiten eine charakteristische Voute.

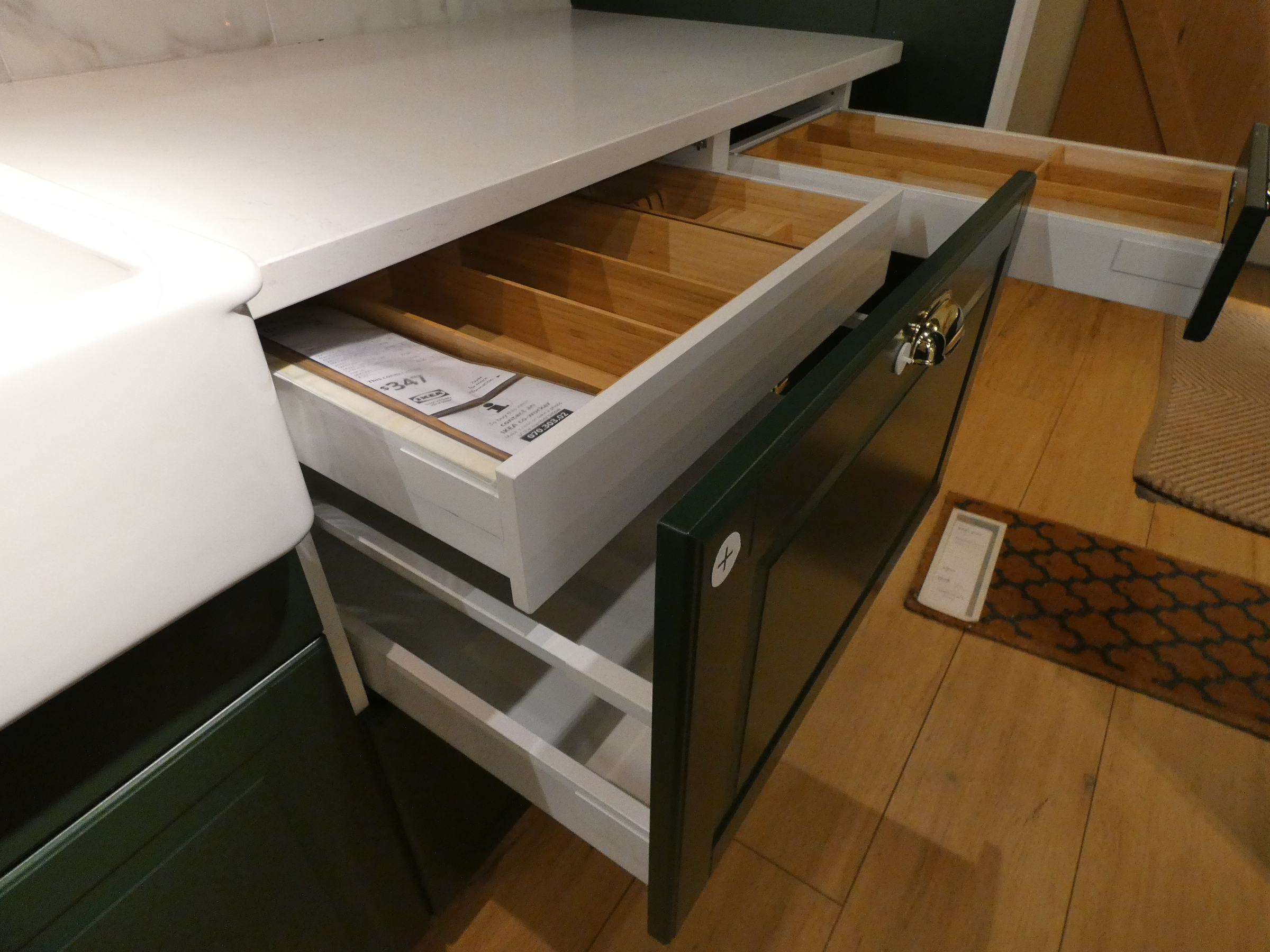
Eine Doppelschublade (Sektion)

Die Laden des aktuellen Schubladensystems Maximera können wahlweise so eingebaut werden, dass ihre Front gleichzeitig Schrankfront ist, oder so, dass die Lade tiefer im Korpus liegt und von einer Tür oder von der Front einer darunter liegenden Schublade verdeckt wird (vgl. Abbildung). Sie sind mit weit ausziehbaren Teleskopschienen und mit Selbsteinzug („Soft-Close“) ausgestattet. Alternativ werden Exceptionell-Schubladen angeboten. Diese Schubladen sind mit Maximera weitgehend baugleich, haben aber ein Drucksystem, d. h., sie werden nicht durch Ziehen, sondern Drücken geöffnet. In diesem Fall brauchen außen an die Schubladen keine Griffe angeschraubt zu werden. Je nach Höhe der Front werden drei unterschiedlich hohe Schubladentypen angeboten, von denen die beiden höheren an den Seiten keine Zargen, sondern pulverbeschichtete Stahlrahmen haben, in die, wenn gewünscht, Glasscheiben eingesetzt werden können. Die Böden sind aus Spanplatte mit Melaminfolie gearbeitet. Um bei Schubladen mit sehr hoher Front (etwa bei voller Unterschrankhöhe) ausreichende Stabilität zu erreichen, muss eine zusätzliche Spezialhalterung eingebaut werden. Innenschubladen werden nach vorn mit weißen Abdeckungen aus dem Utrusta-Programm abgeschlossen und erhalten keine Griffe. Im Gegensatz zu den Außenschubladen erlauben Innenschubladen es, vom Montageplan, den man beim Kauf ursprünglich hatte, nachträglich abzuweichen und die Schubladen abhängig davon, was man darin unterbringen möchte, in nahezu beliebiger Position mit beliebiger innerer Höhe zu montieren. Zur Innenausleuchtung der Schubladen und Fächer gibt es LED-Lampen.
Auszüge, also starre Koppelungen von mehreren Schubladen, sind im Metod-System zunächst nur für schmale Unterschränke erhältlich, wobei die Position der Einzelschubladen hier weitgehend frei gewählt werden kann. Durch Verwendung zusätzlicher spezieller Utrusta-Montagesätze kann grundlegend jedoch jeder Schubladentyp auch als Material für den Bau eines Auszuges genutzt werden.
Die Zwischenböden, mit denen die Korpusse als Alternative zu Schubladen ebenfalls ergänzt werden können, bietet das Utrusta-Programm. Produziert werden sie aus Spanplatte mit einer Melaminbeschichtung und einer Kunststoffeinfassung, in denselben Farben, in denen die Korpusse angeboten werden. Sie sind wie die Korpuswände 18 mm stark.

## Besonderheiten in Nord- und Mittelamerika

Die Länder, in denen IKEA die beiden Systeme verkauft

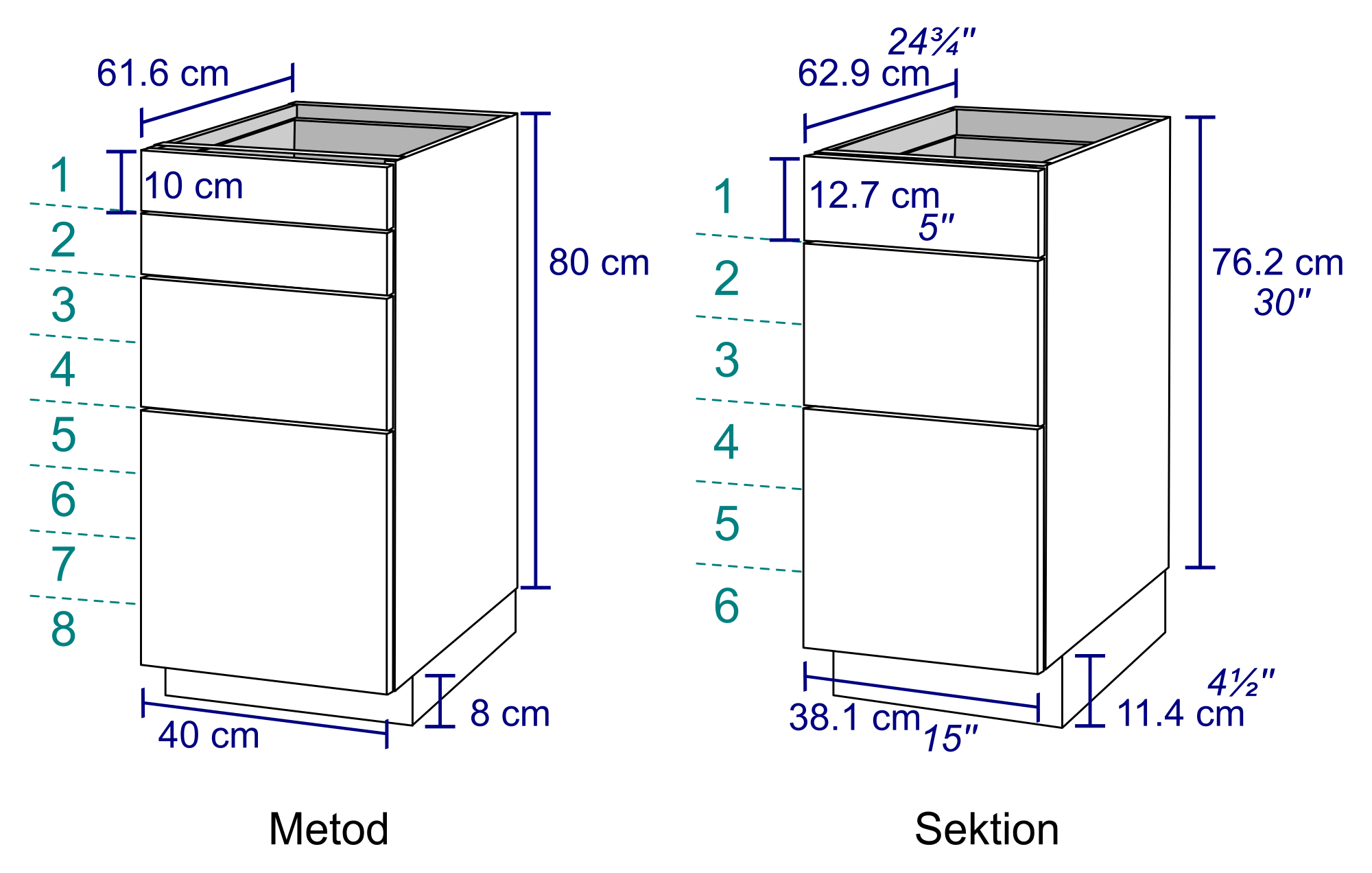
Metod und Sektion im Vergleich

In den Vereinigten Staaten, wo statt des metrischen bis heute das angloamerikanische Maßsystem (mit Zoll statt Zentimetern) verwendet wird und wo Küchenschränke anders dimensioniert sind als in Europa, wird ein Küchenschranksystem Sektion vermarktet. Obwohl IKEA auf dem amerikanischen Kontinent seit 2019 keine Fertigung mehr betreibt und alle Produkte aus Europa oder Asien importiert werden, wird das Sektion-System außer in den USA auch in Kanada, Mexiko und in der Dominikanischen Republik vertrieben.
In Konstruktion und Design stimmt Sektion mit Metod weitgehend überein. Die Schränke sind jedoch etwas anders dimensioniert, u. a. um den Do-it-yourself-Käufern Maße anbieten zu können, die für sie leicht zu überblicken sind (z. B. die Schrankbreiten 12, 15, 18, 24, 30, 36 Zoll). Da für Sektion, den amerikanischen Gepflogenheiten entsprechend, etwas höhere Beine verwendet werden als für Metod, sodass entsprechend weniger Höhe für den eigentlichen Schrank bleibt, unterscheiden sich auch die möglichen Schubladenkonfigurationen. Ein dritter Unterschied besteht darin, dass – anders als bei Metod – die Sektion-Schränke ausschließlich in Weiß produziert werden. Viertens gibt es einige Unterschiede bei den angebotenen Modulen. Da in Nordamerika weithin maßgefertigte Arbeitsplatten aus Quarz, Granit oder Marmor verwendet werden, sind die Sektion-Rahmen fünftens auch besser als die Metod-Rahmen dafür ausgestattet, schwere Lasten zu tragen.
Obwohl alle in Nordamerika verkauften Sektion-Küchen importiert sind, ist es nicht möglich, dort über IKEA Bauteile zu kaufen, die speziell fürs Metod-System vorgesehen sind, wie z. B. die niedrigeren (8 Zentimeter hohen) Beine.
Verkaufsstart für Sektion war in Nordamerika der 2. Februar 2015. Bis dahin wurde in den USA und in Kanada das dem europäischen Faktum entsprechende System Akurum vermarktet.

## Kritik
Beanstandet wurden unter anderem Maximera-Schubladen mit sehr großen Fronten (etwa bei voller Unterschrankhöhe), weil die Halterungen nicht solide genug gefertigt seien, um Platten ab einer gewissen Größe stabil zu halten. IKEA bietet inzwischen aber einen speziellen Ergänzungsbausatz, mit dem die Schubladen vollständig stabilisiert werden können. Zu den in Nordamerika am häufigsten vorgebrachten Kritikpunkten zählt der, dass die Korpusse dort nur in Weiß erhältlich sind, sodass an den Fugen zwischen dunklen Frontelementen auch von außen weiße Schrankteile zu sehen sind.

## Ikea-Hacks
Unter „Ikea-Hacks“ versteht man im englischen Sprachraum zweierlei: Erstens Produkte anderer Anbieter, mit denen Produkte von Ikea modifiziert werden können, und zweitens Do-it-yourself-Modifikationen von Ikea-Produkten.
In vielen Ländern werden für das Metod-System Frontelemente angeboten, die so gefertigt sind, dass sie für Metod verwendet werden können und den Schränken ein unter Umständen höherwertiges und weniger konfektioniertes Aussehen geben. Käufer nutzen solche Angebote, um ihrer vorhandenen Metod-Küche ein Makeover bzw. neues Erscheinungsbild zu geben, oder sie kaufen von vornherein nur die Korpusse. Zu den einschlägigen Unternehmen, die auf Metod- bzw. Sektion-Hacks spezialisiert sind, zählen KuechenFront24, Holzwerken24 (beide Deutschland), Neuvermöbelt (Österreich), Superfront (Schweden), Noremax (Norwegen), Reform, &Shufl (beide Dänemark), A. S. Helsingö (Finnland), Koak Design (Niederlande), Plum Kitchen, Bocklip (beide Frankreich), Cubro (Spanien), Idoors (Italien), Plykea, Custom Fronts, Naked Doors, Husk, HØLTE (alle fünf Großbritannien), MyKitch, AllStyle (beide Kanada), Semihandmade, Dunsmuir, Kokeena, Scherr’s, The Cabinet Face, Ricabi, Nieu Cabinet Doors und Walnut x Oak (alle acht USA).
Einzelne Korpusse, die nicht genau passen, können von handwerklich geschickten Aufstellern so verändert werden, dass nahezu beliebige Dimensionen möglich sind. Einschränkungen können sich in diesem Falle aus den Dimensionen der Schubladen ergeben, wobei es jedoch auch Beispiele von Hacks gibt, bei denen sogar Maximera-Schubladen umgebaut wurden. Je nach Frontdesign ist es eventuell auch problematisch, Frontelemente abzusägen. Wer mit einer Kreissäge umzugehen versteht, kann, etwa aus Förbättra-Deckseiten, auch Elemente wie Wein- oder andere Spezialregale maßanfertigen.

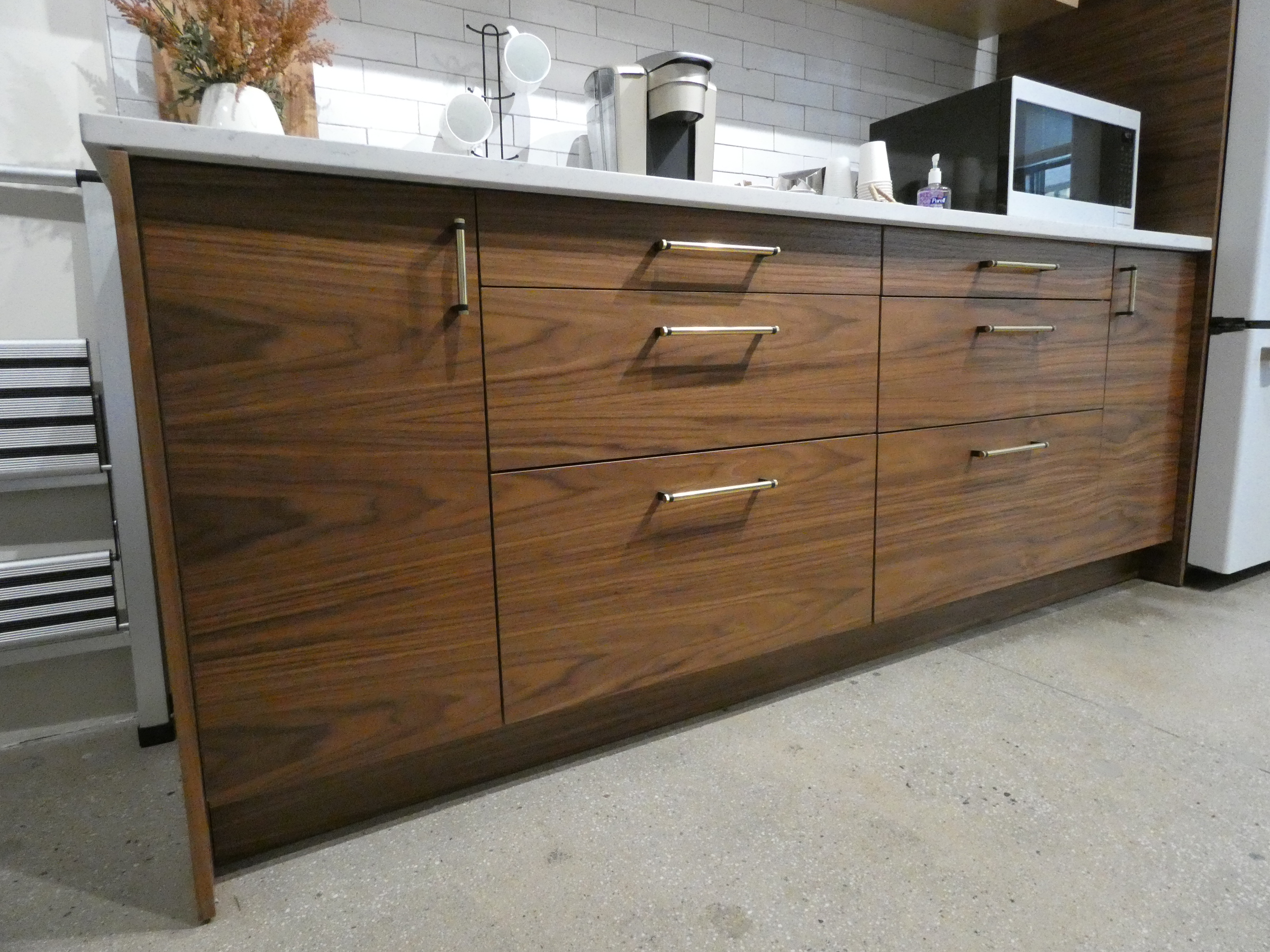
Das amerikanische Unternehmen SemiHandmade produziert für Sektion passende Fronten mit kostbarem Aussehen (hier: Walnuss-Furnier).
Beispiel für einen individuellen Ikea-Hack: Schrankzeile mit einem aus Deckseiten konstruierten Weinregal, das hier gleichzeitig als Lückenfüller dient
Handwerklich Begabte können Maximera-Schubladen so modifizieren, dass der Schrank, um 45° gedreht, als Eckschrank zu verwenden ist.
Unterschrank mit Auszug aus modifizierten Maximera-Schubladen
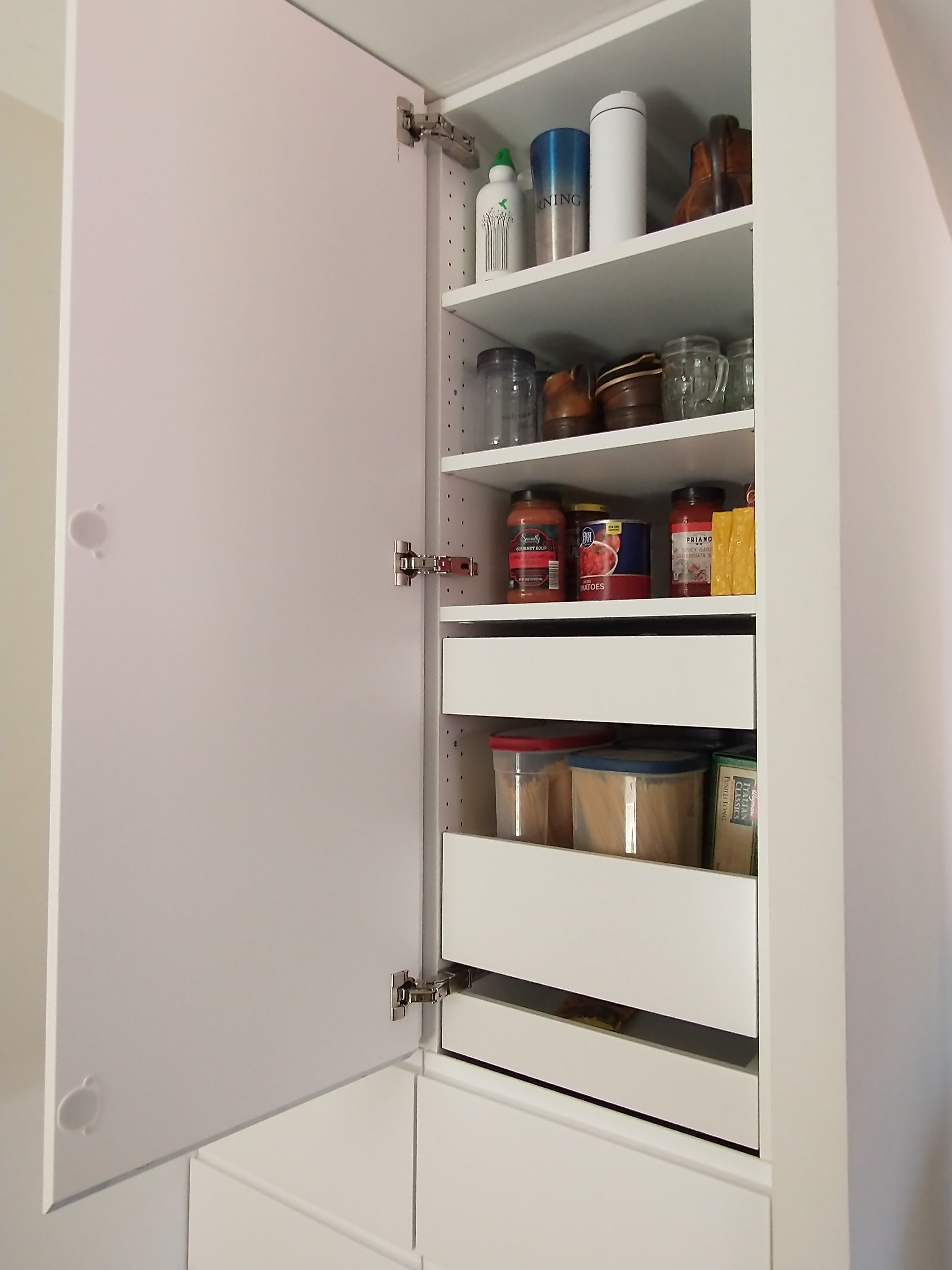
Scharniere beschränken die Möglichkeiten der Positionierung von Innenschubladen. Die unterste Schublade in diesem Schrank wurde, um ihren Einbau zu ermöglichen, leicht modifiziert.

## IKEA-eigeneMetod-Ergänzungen
IKEA produziert und vertreibt eine ganze Reihe weiterer Produkte, die als Ergänzung der Metod- bzw. Sektion-Schränke gestaltet sind, darunter die passend dimensionierten Flaschenregalmodule Vadholma und Tornviken, verschiedene Schubladeneinsätze einschließlich einer Auswahl von Mülleimern sowie verschiedene Beleuchtungssysteme.

## Weitere IKEA-Küchensysteme
Neben Metod vertreibt IKEA drei weitere Küchensysteme: das Kompaktküchensystem Enhet, das Discount-Modulsystem Knoxhult und das für Verbraucher mit minimalem Budget entwickelte Modulsystem Sunnersta.